# Sonia Álvarez Cibanal
Sonia Álvarez Cibanal (España, siglo XX), es una diplomática española. Es la embajadora de España en El Salvador (desde 2024).

## Biografía
Tras licenciarse en Derecho y en Ciencias Políticas y Sociología, con Especialidad en Estudios Iberoamericanos en la Universidad Complutense de Madrid, completó su formación académica con máster de Estudios Internacionales en la Escuela Diplomática, donde ingresó en 2002.
Como diplomática ha estado destinada en las Embajadas de España en Argel (Argelia), Viena (Austria), Ciudad de Guatemala (Guatemala, 2008-2010) y Montevideo (Uruguay, 2013-2017). Ha sido jefa de Departamento de Cooperación con Centroamérica, México y Caribe en la Agencia Española de Cooperación Internacional para el Desarrollo - AECID (2021-2024).
En el Ministerio de Asuntos Exteriores, Unión Europea y Cooperación (MAEUEC), ocupó diversos puestos: Dirección General de Asuntos Consulares y Protección de españoles en el Exterior; subdirectora general Adjunta de México, Centroamérica y Caribe, en la Dirección General para Iberoamérica; subdirectora general de Organismos Multilaterales Iberoamericanos; subdirectora general de Mercosur (2012-2013) y Organismos Multilaterales Iberoamericanos (2010-2011). Desde allí coordinó la XXII Cumbre Iberoamericana (Cádiz, 2012).
Es embajadora de España en El Salvador (desde 2024).

## Distinciones
- Cruz de Oficial de la Orden de Isabel la Católica (2017).[5]
- Cruz Oficial de la Orden del Mérito Civil (2010).[5]